# Stadttor

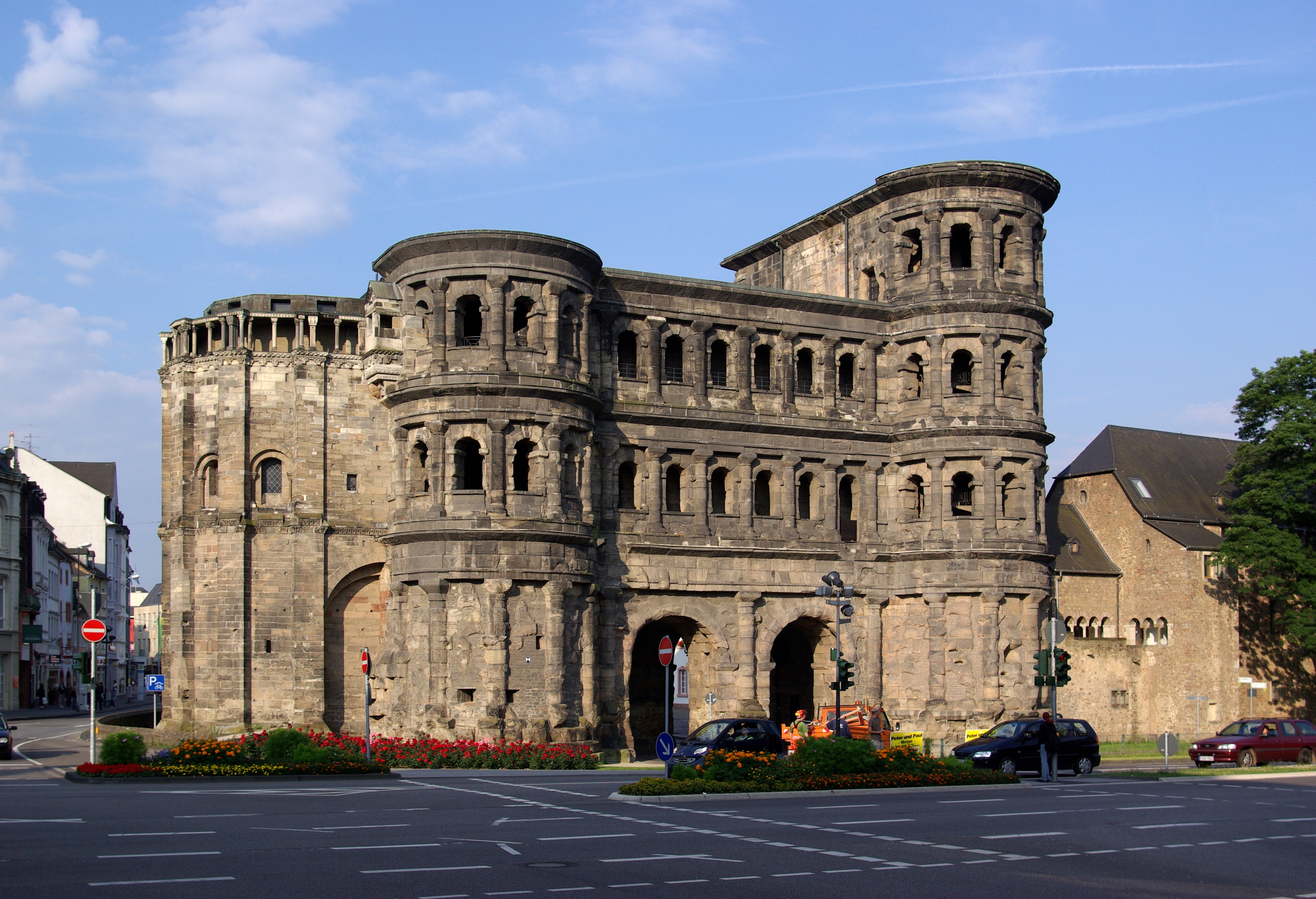
Porta Nigra, ehemaliges Stadttor in Trier, 170 n. Chr.

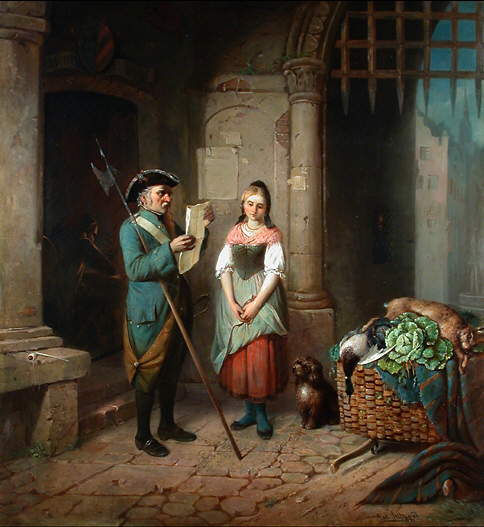
Die Nachtwache prüft die Verkaufslegitimation einer Händlerin vor dem Einlass durch das Stadttor (romantisierende Genremalerei von Anton Seitz, 1857)

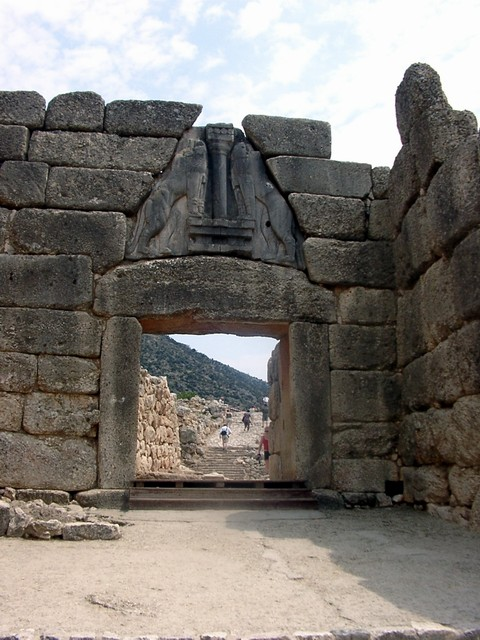
Löwentor in Mykene, 13. Jh. v. Chr.

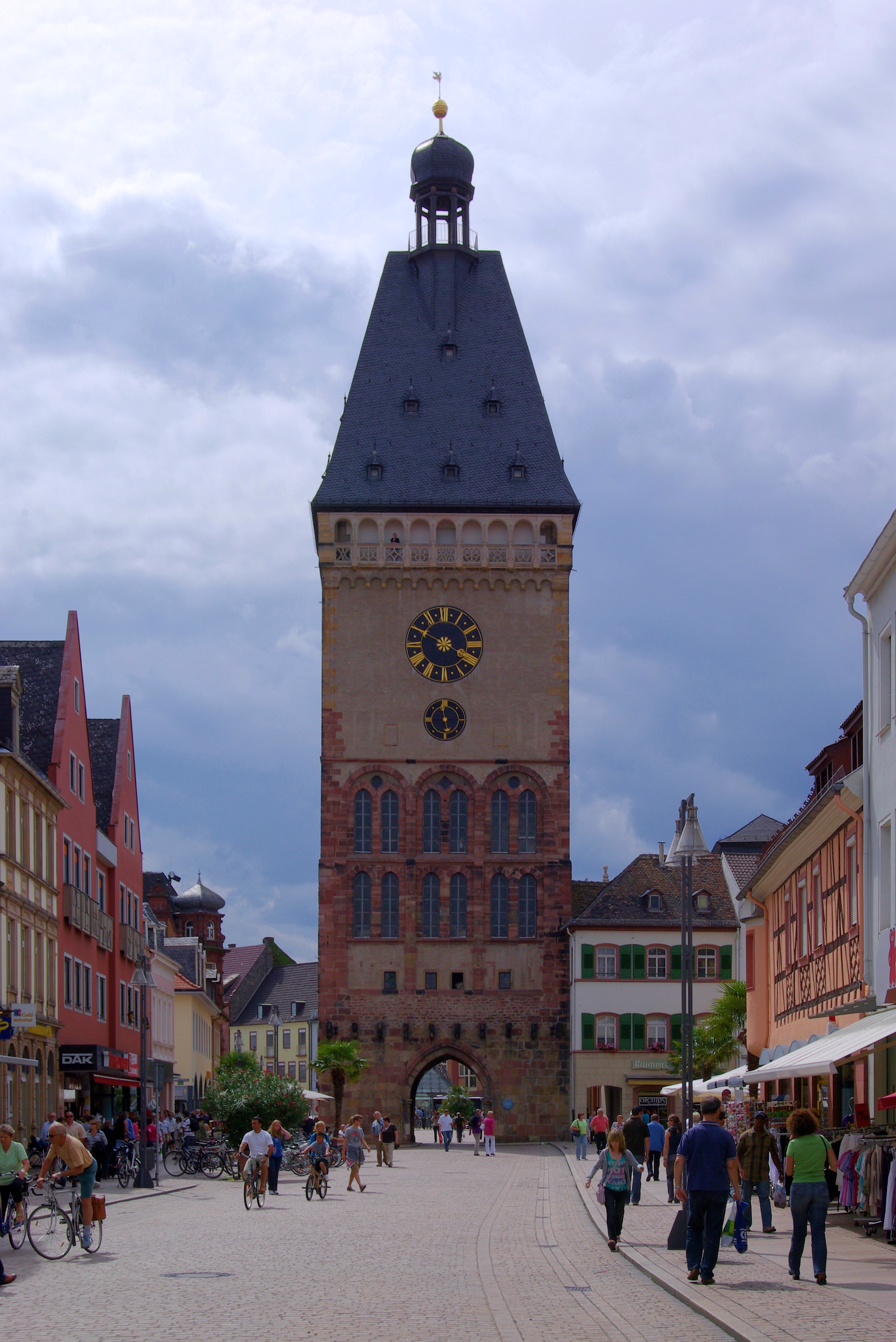
Altpörtel, Speyer

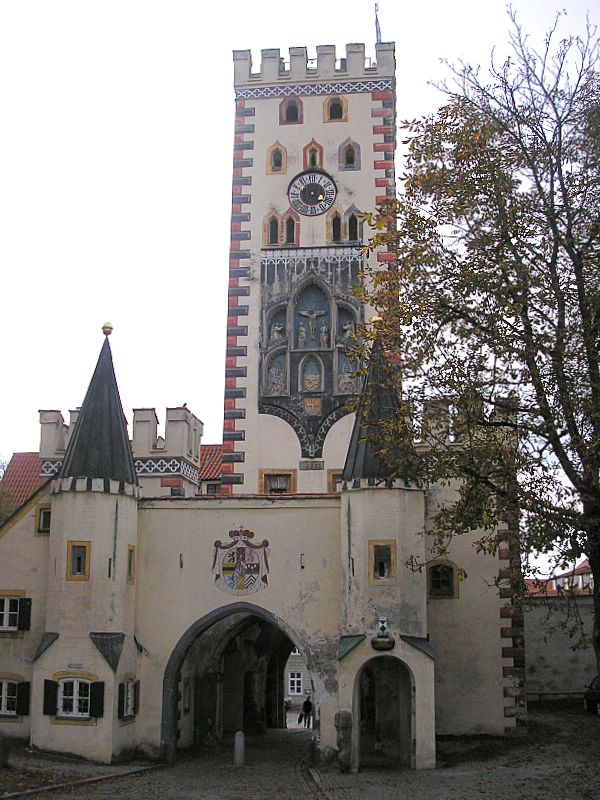
Das spätgotische Bayertor in Landsberg am Lech

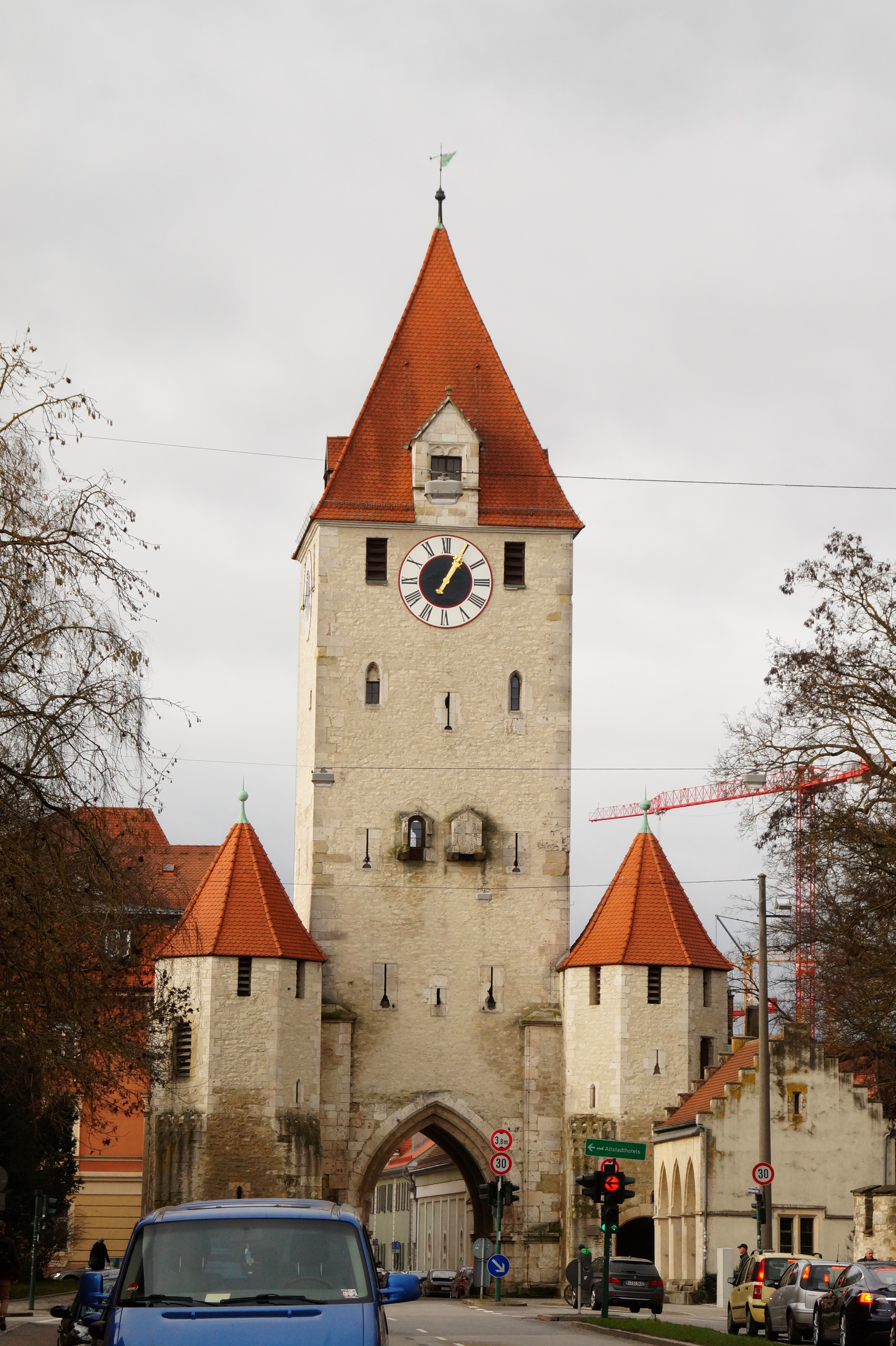
Ostentor, Regensburg, um 1300

Stadttore waren meist durch Türme besonders verstärkte Durchlässe durch die ringförmigen Stadtmauern von Städten. Tore, Türme und Mauern dienten dazu, den Stadtkern vor dem Eindringen von Feinden zu schützen. Torartige Durchlässe gab es auch schon in den ummauertem römischen Militärlagern wie in Mainz und Regensburg. Der Bau von schützenden Stadtmauern und Stadttoren begann in manchen Städten schon im Mittelalter wie im Fall der Stadtbefestigung Regensburg. Erneuerungen bzw. Erweiterungen und Verbesserungen begannen nach 1300 und dauerten – je nach militärischen Erfordernissen – bis zur frühen Neuzeit an, als am Beginn des 17. Jahrhunderts der beginnende Dreißigjährige Krieg neue Anforderungen an die Stadttore und Stadtmauern stellte.

## Beschreibung
Schon im Mittelalter wurden die Stadtmauern zusätzlich durch einen vorgelagerten Stadtgraben und ein Zwingergelände geschützt. Neben dem eigentlichen Stadttor, das vom Zwingergelände in die Stadt führte, wurde dann noch ein zweites Tor benötigt, das als Brückentor über den Stadtgraben in den Zwinger führte. Wenn sich, wie in Regensburg im Fall des Jakobstores, nur das Brückentor erhalten hat, wird dieses viel kleinere Tor als das Stadttor angesehen.
Der Durchgang durch das eigentliche Stadttor in die Stadt wurde zusätzlich geschützt durch herablassbare Holz- oder Eisengitter oder durch mächtige Eichentüren. In manchen Städten, zum Beispiel in Leipzig, wurden die Namen der ankommenden Reisenden bei der Abfertigung an den Toren täglich in einem Verzeichnis, dem „Torzettel“, veröffentlicht.
Im Laufe des 19. Jahrhunderts wurden in vielen Städten die Stadtmauern und auch Stadttore abgebrochen, wenn sie der Öffnung und der baulichen Erweiterung der Städte und dem zunehmenden Verkehr im Wege waren. Es wurden aber auch repräsentative Stadttore ohne militärische Funktion neu errichtet, die zur Erhebung von Zöllen dienten oder als sogenannte „Torsperren“ („kurz vor Toresschluss“), die Nachtruhe in der Stadt gewährleisten sollten. Manche dieser Tore waren in klassischer und repräsentativer Bauweise gestaltet und dienten auch der Repräsentation, wie das Brandenburger Tor in Potsdam.  Auch Torsperren dieser Art wurden zum Ende des 19. Jahrhunderts aufgehoben.
Heute können erhaltene Stadttore Wahrzeichen einer Stadt und Anziehungspunkt für Touristen sein, wie die Porta Nigra (170 n. Chr.) in Trier, die  Porta Prätoria (179 n. Chr.) in Regensburg oder das Brandenburger Tor am Pariser Platz in Berlin. Einige Tore – wie das mittelalterliche Ostentor in Regensburg und bauliche Relikte in dessen unmittelbarer Umgebung lassen noch die Zustände im Dreißigjährigen Krieg erkennen.
Andere ehemalige Standorte von Toren sind zu wichtigen städtischen Plätzen geworden, auch wenn die entsprechenden Torgebäude nicht mehr vorhanden sind.

## Stadttore (Auswahl)

### Europa
in chronologischer Reihenfolge:
- Löwentor (13. Jahrhundert v. Chr.) in Mykene, Griechenland
- Porta Nigra (170 n. Chr.) in Trier, Deutschland
- Porta Prätoria (179 n. Chr.) in Regensburg, Deutschland
- Nordtor (3. Jahrhundert) in Köln, Deutschland
- Porta San Paolo (4. Jahrhundert), in Rom, Italien
- Goldenes Tor (1017–1024, rekonstruiert) in Kiew, Ukraine
- Westertor (um 1150, mehrmals wiederaufgebaut) in Memmingen, Oberschwaben in Bayern
- Goldenes Tor (1164, rekonstruiert) in Wladimir, Russland
- Martinstor (1202) und Schwabentor (1250) in Freiburg im Breisgau, Deutschland
- Rotes Tor (1223) in Augsburg
- Wienertor (1225/65) in Hainburg an der Donau, Österreich
- Eigelsteintorburg (1228–1248), Hahnentorburg (Anfang 13. Jahrhundert)
- Severinstorburg (Anfang 13. Jahrhundert) in Köln, Deutschland
- Deutsches Tor (1230) der Festung Metz, Frankreich
- Marschiertor (um 1257) und Ponttor (14. Jahrhundert) in Aachen, Deutschland
- Kröpeliner Tor (um 1270) in Rostock, Deutschland
- Berliner Tor um 1270 Templin (Brandenburg), Deutschland
- Ostentor (um 1280) in Regensburg, Deutschland
- Gevangenpoort (1296) in Den Haag, Niederlande
- Emmeramer Tor (um 1300) in Regensburg, Deutschland
- Jakobstor (um 1300) in Regensburg (erhalten sind aber nur die neugotisch überformten Flankentürme des ehemaligen Brückentores, während das eigentliche Stadttor) abgebrochen wurde, weil es mitten auf der Straße den Verkehr behinderte
- Tangermünder Tor (13. Jahrhundert) und Uenglinger Tor in Stendal, Deutschland
- Linzertor (13. Jahrhundert) in Freistadt, Österreich
- Johannistor (1304) in Jena, Deutschland
- Altpörtel (13./16. Jahrhundert) in Speyer, Deutschland
- Stargarder Tor (1311), Treptower Tor, Friedländer Tor, Neues Tor an der Stadtmauer von Neubrandenburg, Deutschland
- Florianstor (Anfang 14. Jahrhundert) in Krakau, Polen
- Hexenturm (Anfang 14. Jahrhundert) in Jülich, Deutschland
- Isartor (1337) in München, Deutschland
- Amsterdamer Tor (1355) in Haarlem, Niederlande
- Wertachbrucker Tor (1370), erhöht (1605) in Augsburg
- Kreuztor (1385) in Ingolstadt, Deutschland
- Klever Tor (1393) in Xanten, Deutschland
- Spalentor (14. Jahrhundert) und St. Alban-Tor (1362) in Basel, Schweiz
- Fahrtor (14. Jahrhundert) in Frankfurt am Main, Deutschland
- Steintor (14. Jahrhundert) in Goch, Deutschland
- Eschenheimer Turm (1400–1428) am heutigen Platz mit dem Namen Eschenheimer Tor in Frankfurt am Main, Deutschland
- Bayertor (1425) in Landsberg am Lech, Deutschland
- Krantor (1442–1444) in Danzig, Polen
- Grendeltor (um 1445) in Zürich, Schweiz
- Vogeltor (1445) in Augsburg
- Fünfgratturm (1454) in Augsburg
- Mühlentor (Mitte 15. Jahrhundert) in Stargard, Polen
- Holstentor (1478) in Lübeck, Deutschland
- Sint Antoniespoort (1488) im Amsterdam, Niederlande
- Ausfahrt an der Möllenvogtei (1493) in Magdeburg, Deutschland
- Jerusalemer Tor (1503) in Büdingen, Deutschland
- Karlstor (1569/70) in St. Gallen, Schweiz
- Osthofentor (1594–1603) in Soest, Deutschland
- Nordertor (um 1595) in Flensburg, Deutschland
- Wassertor (1613) in Sneek, Niederlande
- Herrieder Tor (1750/51) in Ansbach, Deutschland
- Karlstor (1775 bis 1781) in Heidelberg, Deutschland
- Nauener Tor (1755) in Potsdam, Deutschland
- Brandenburger Tor (Potsdam) 1770–1771 in Potsdam, Deutschland
- Otschakiwtor (1783), Cherson, Ukraine
- Brandenburger Tor (1788–1791) in Berlin, Deutschland

Stadt-Tore in Europa
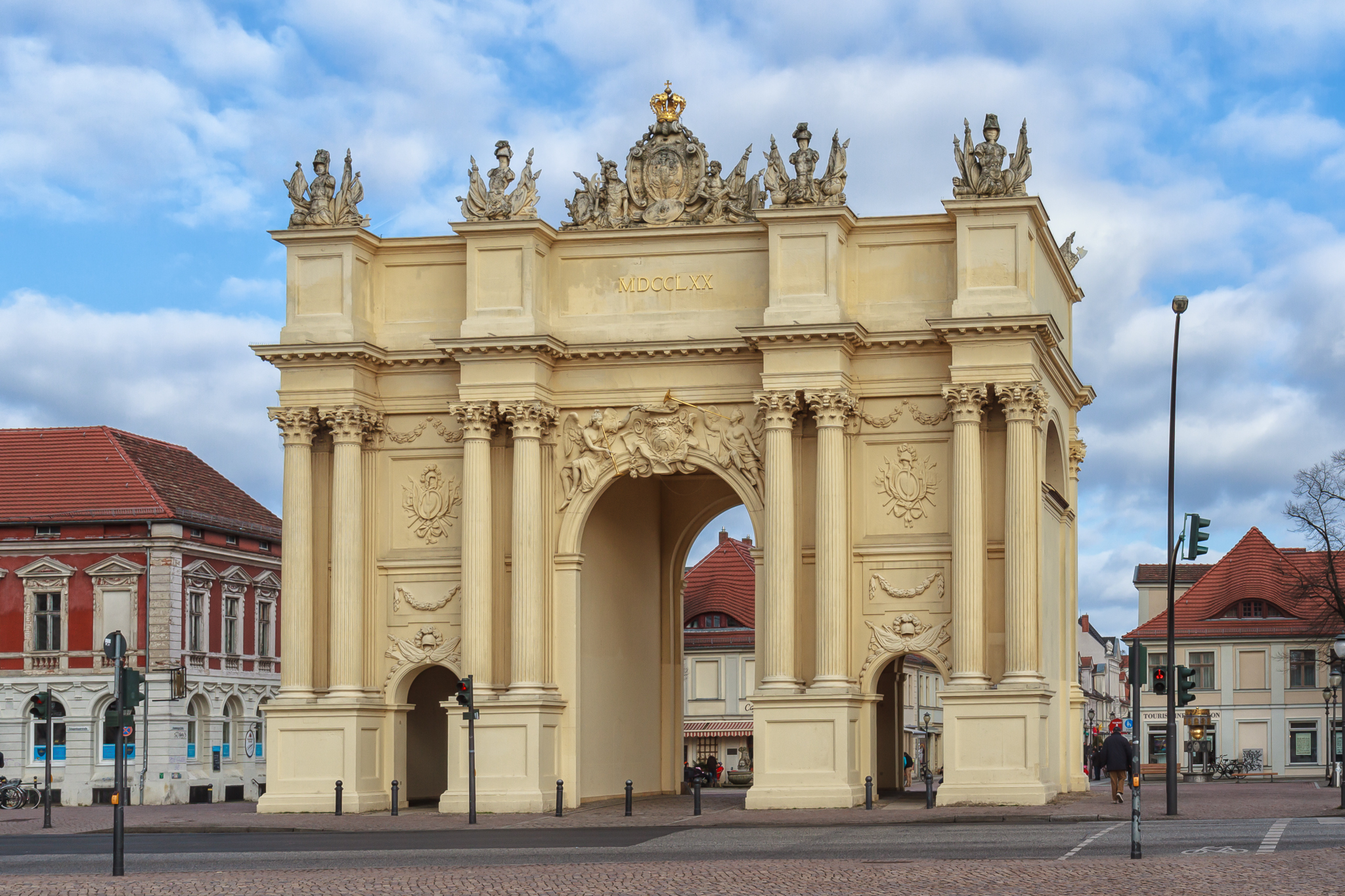
Brandenburger Tor (Potsdam)
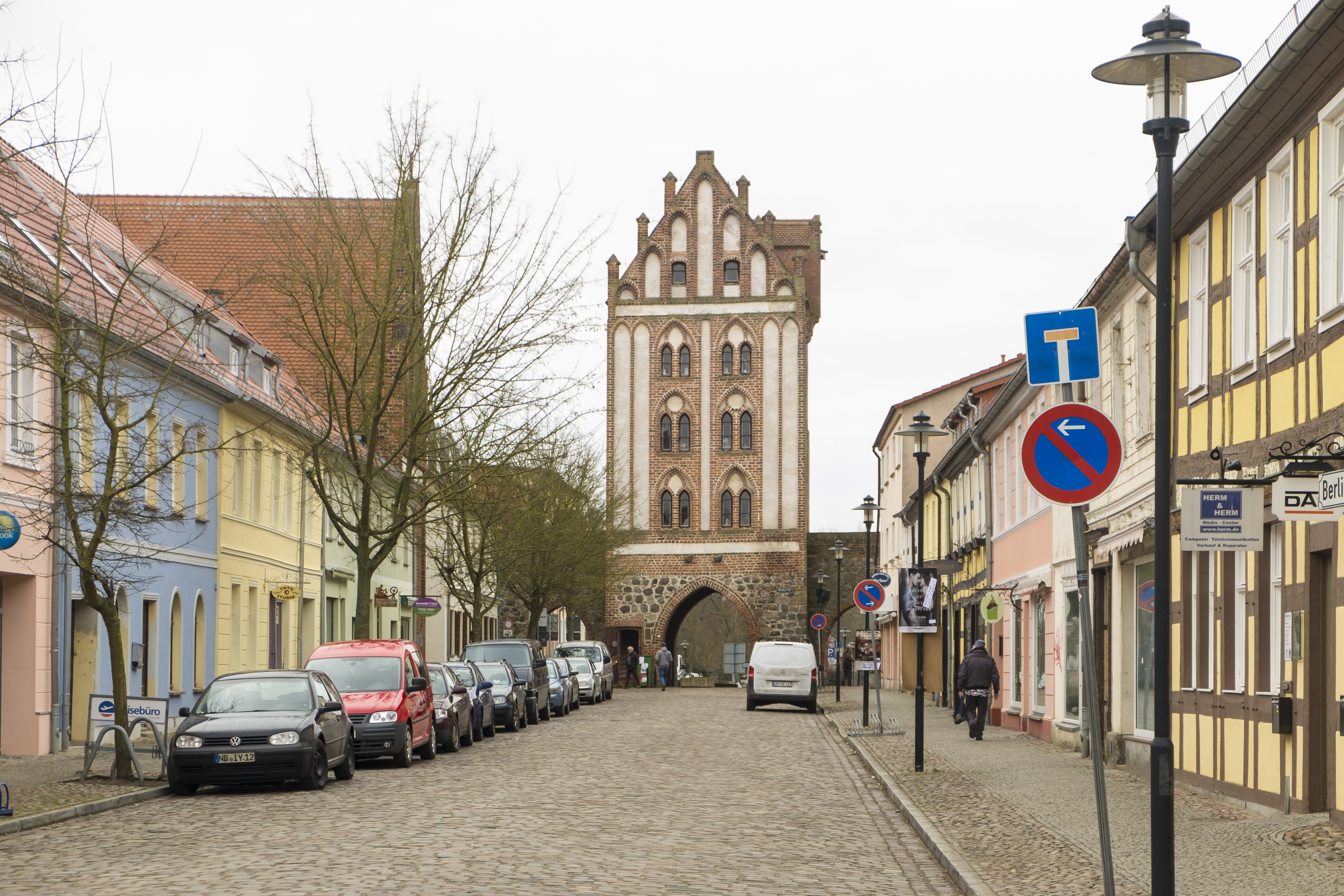
Berliner Tor (Templin, Brandenburg)
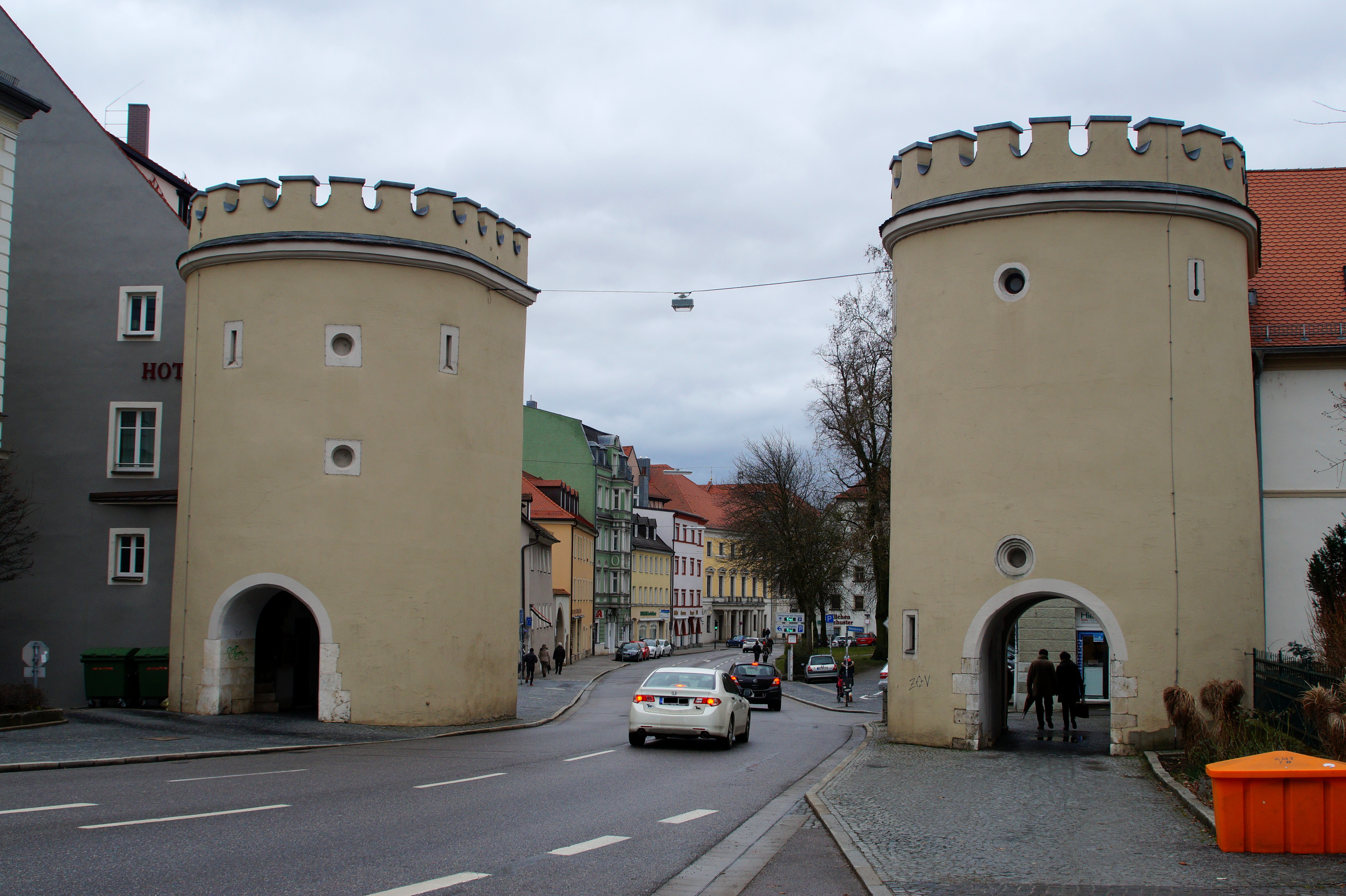
Jakobstor überformte Flankentürme (Regensburg)

### Außerhalb Europas
in chronologischer Reihenfolge:
- Ischtar-Tor (605–562 v. Chr.) von Babylon, Rekonstruktion im Vorderasiatischen Museum in Berlin
- Gate of China (14. Jahrhundert) in Nanjing
- Tore der Jerusalemer Altstadt: Damaskustor (1535–1536), Herodestor, Löwentor (1538–1539, auch Stephanstor), Goldenes Tor, Dungtor (1538–1540, auch Misttor), Zionstor (1540), Jaffator (1530–1540), Neues Tor (1889)
- Stadttore von Qazvin, in Qazvin, Iran, teilw. aus der Kadscharenzeit

## Bekannte Torplätze

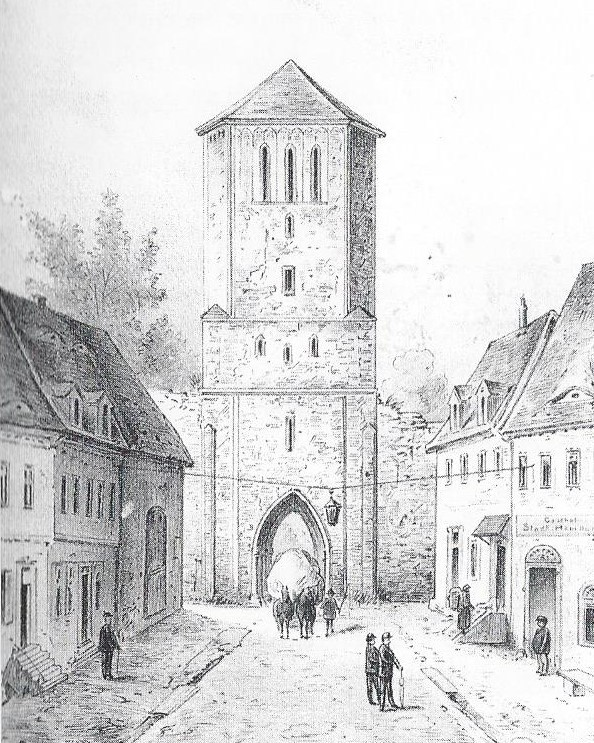
Steintorturm in Halle

- Berliner Tor, Deichtor, Dammtor, Millerntor in Hamburg
- Steintor und Aegidientorplatz in Hannover
- Steintor in Halle (Saale)
- Hallesches Tor, Kottbusser Tor in Berlin sowie alle Tore entlang der Berliner Zollmauer
- Eschenheimer Tor in Frankfurt am Main
- Schottentor in Wien
- Holstentorplatz in Lübeck

Stadttor ist auch der Name eines stadttorähnlich gebauten und 1998 fertiggestellten Bürogebäudes in Düsseldorf.